# Trofeo Laigueglia 2011
Il Trofeo Laigueglia 2011, quarantottesima edizione della corsa e valida come evento dell'UCI Europe Tour 2011 categoria 1.1, fu disputata il 19 febbraio 2011, su un percorso di 183,8 km. Fu vinta dall'italiano Daniele Pietropolli, al traguardo con il tempo di 4h42'20" alla media di 38,092 km/h.
Al traguardo 47 ciclisti portarono a termine il percorso.

## Ordine d'arrivo (Top 10)
| Pos. | Corridore           | Squadra         | Tempo    |
| ---- | ------------------- | --------------- | -------- |
| 1    | Daniele Pietropolli | Lampre-ISD      | 4h42'20" |
| 2    | Simone Ponzi        | Liquigas        | s.t.     |
| 3    | Ángel Vicioso       | Androni Gioc.   | s.t.     |
| 4    | Fabio Taborre       | Acqua & Sap.    | s.t.     |
| 5    | Pavel Brutt         | Katusha         | s.t.     |
| 6    | Fortunato Baliani   | D'Angelo        | s.t.     |
| 7    | Alessandro Ballan   | BMC             | s.t.     |
| 8    | Frédéric Amorison   | Landbouwkrediet | s.t.     |
| 9    | Paolo Ciavatta      | Acqua & Sap.    | s.t.     |
| 10   | Ivan Basso          | Liquigas        | s.t.     |